# Мутезиус, Анна
Анна Мутезиус (нем. Anna Muthesius), урождённая Анна Триппенбах (нем. Anna Trippenbach, 8 декабря 1870 — 30 марта 1961), — немецкий модельер, концертная певица и писательница из Ашерслебена.

## Жизнь и творчество
Анна родилась в 1870 году.
Совместно с Паулем Шульце-Наумбургом и Анри ван де Вельде Анна Мутезиус сыграла важную роль в создании моделей женской реформаторской одежды.
В 1895 году Макс Конер написал её портрет под названием «Фройляйн Триппенбах».

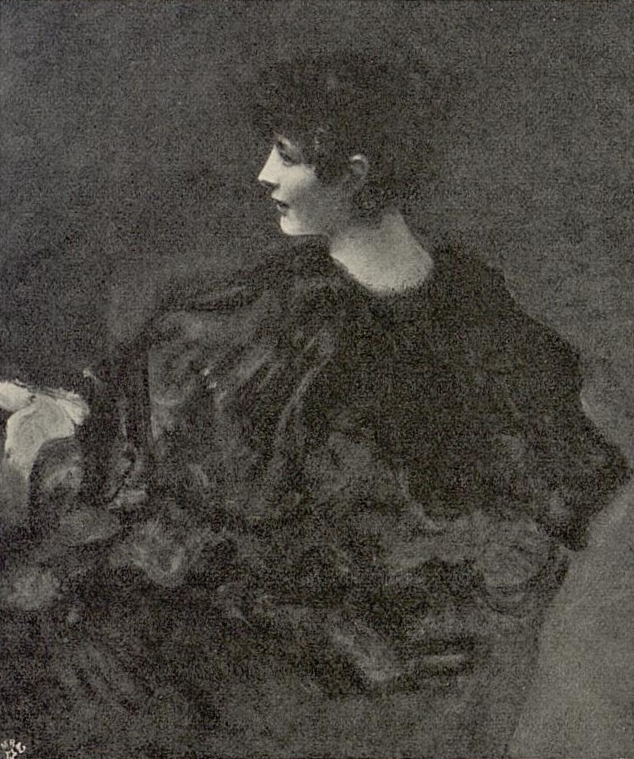
Макс Конер — «Фройляйн Триппенбах» (Анна Мутезиус), 1895

В следующем году она вышла замуж за начинающего архитектора Германа Мутезиуса. Они переехали в Лондон, поскольку кайзер предложил ему должность атташе по культуре в посольстве Германии в Лондоне. Они были англофилами, и решили жить в колонии художников, несмотря на то, что им предлагали комнаты на престижной улице Carlton House Terrace возле посольства. Они часто посещали Глазго, где стали поклонниками чайного заведения Willow Tearooms.

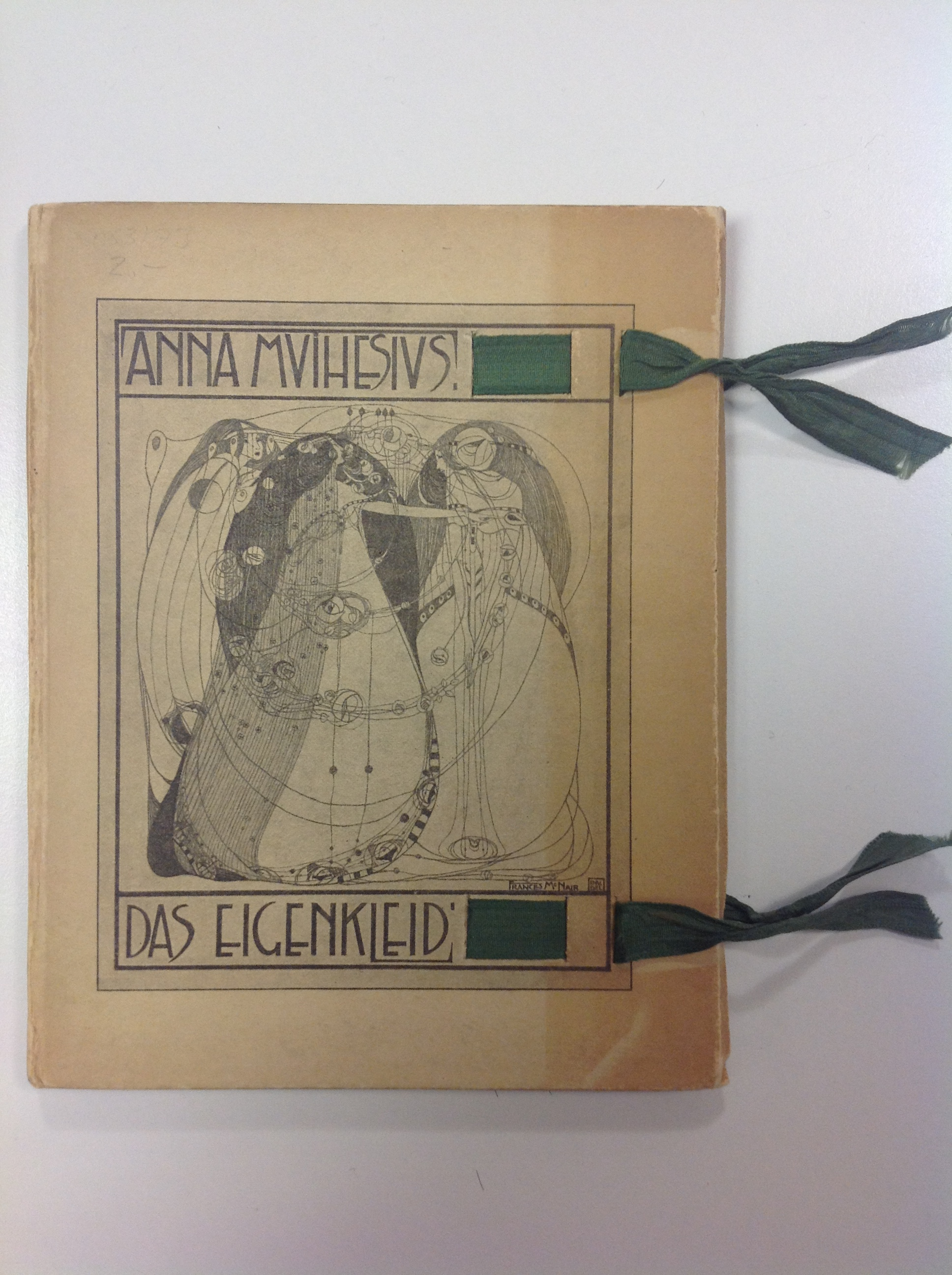
Книга Анны Мутезиус 1903 года с обложкой и переплётом Фрэнсис Макдональд

Она познакомилась с ведущими британскими дизайнерами, и Фрэнсис Макдональд из школы Глазго в 1903 году разработала обложку её первой книги в стиле модерн. Мутезиус была сторонницей анти-моды, и её книга «Das Eigenkleid der Frau» («Женское платье»)  побуждает женщин самим решать, что им надевать. Она написала, что они должны выбирать стиль и ткани своей одежды, исходя из эстетики, и они не должны следовать диктату моды. Она чувствовала, что немецкие производители одежды эксплуатируют женщин, и тем следует выбирать свой собственный дизайн. Книга с новым переплётом, разработанным Ф. Макдональд, считается важным вкладом в движение художественной одежды.
Анна умерла 30 марта 1961 года в Берлине. У неё остался сын Эккарт Мутезиус, который стал известным архитектором.

## Книги
- «Das Eigenkleid der Frau» («Женское платье»), 1903[10].